# 海勒什蒂鄉

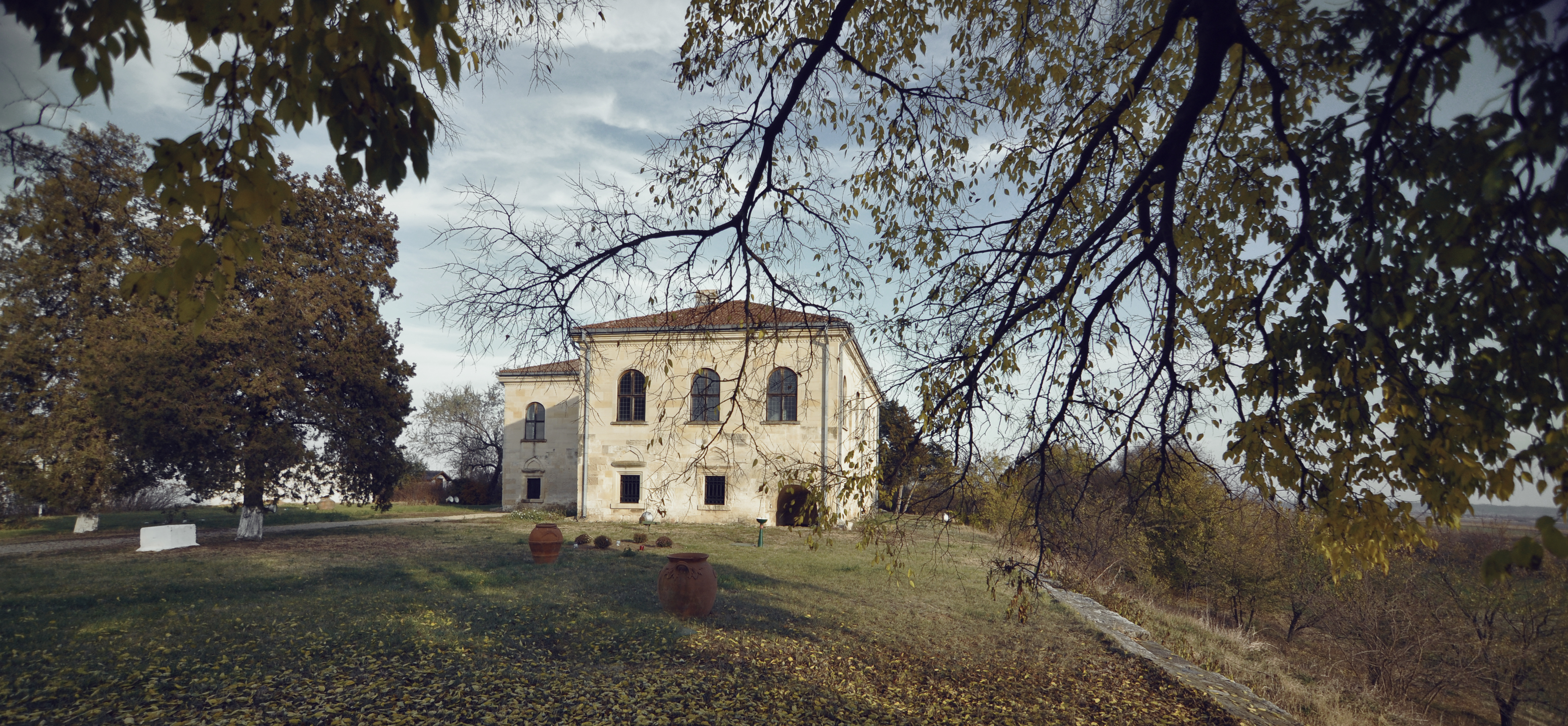

44°11′00″N 26°23′00″E / 44.1833°N 26.3833°E
海勒什蒂鄉（羅馬尼亞語：Comuna Herăști, Giurgiu），是羅馬尼亞的鄉份，位於該國南部，由久爾久縣負責管轄，面積28平方公里，海拔高度34米，2007年人口2,222，人口密度每平方公里78人。